# Wolfgang E. Groeger
Wolfgang Eduard Groeger (* 8. April 1882 in Riga; † 19. Oktober 1950 in Wetter) war ein Übersetzer und Herausgeber russischer Literatur.

## Leben
Nach dem Schul- und Hochschulbesuch in Moskau hielt sich Groeger mehrere Jahre in Ostasien auf.
Er promovierte zum Dr. jur. und lebte seit 1921 in Berlin-Steglitz. Nach 1949 wohnte er zunächst in Erlangen und dann in Wetter (Ruhr).
Groeger durfte in der Zeit des Nationalsozialismus nur eingeschränkt publizieren. Thomas Mann hat seine Arbeit geschätzt.

## Werk
- Tau, Gedichte. Berlin 1923

Übersetzungen
- Berlin: Alexander Sergejewitsch Puschkin: Der Antiar (Giftbaum) (1922), Pique Dame (1922), Der eherne Reiter (1922), Die Fontäne von Bachtschissaraj (1923), Der steinerne Gast (1923), Graf Nulin (1923), Boris Godunow (1924), Der Mohr Peters des Großen (1924)
- Berlin: Alexander Alexandrowitsch Blok: Die Zwölf. Poem (1921), Rosa und Kreuz, Drama (1923)
- 1921 Berlin: Waleri Jakowlewitsch Brjussow und Konstantin Dmitrijewitsch Balmont: Gedichte.
- 1923 Berlin: Lew Nikolajewitsch Tolstoi: Das Märchen von Iwan, dem Narren
- 1926 Leipzig: Olga Fors (1873–1961): In Stein gehüllt. Roman
- 1927 Leipzig: Iwan Naschiwin: Stepan Rasin. Ein Bauernaufruhr in Russland im 17. Jahrhundert. Roman.
- 1928 Leipzig: Die Frau im heutigen Rußland, Novellen
- 1928 Leipzig: Ilja Grigorjewitsch Ehrenburg: Die Gasse am Moskaufluss. Roman
- 1929 Berlin: Joseph Bickermann:  Don Quijote und Faust. Die Helden und die Werke.
- 1929 Leipzig: Josef Kallinikow: Frauen und Mönche. Roman.[2]
- 1930 Berlin: Irina Odoevceva: Ljuka der Backfisch. Roman
- 1931 Leipzig: Josef Kallinikow: Die Frau Abt und ihr Reich. Roman
- 1931 Leipzig: Josef Kallinikow: Leo Tolstoi. Die Tragödie seiner Ehe.
- 1931 Leipzig: Alexei Nikolajewitsch Tolstoi. Peter der Große
- 1933 Leipzig: Aleksandra Ivanovna Voinova: Falsche Edelsteine. Roman.
- 1938 Leipzig: Catherine Drinker Bowen, Barbara von Meck: Geliebte Freundin. Tschaikowskis Briefwechsel mit Nadeschda von Meck.
- 1939 Leipzig: Aleksandra Ivanovna Voinova: Industriewerk Ural. Roman.
- 1946 Potsdam: Puschkin: Der Postmeister